# فرودگاه نیروی هوایی سلطنتی کولبی گرینج
فرودگاه نیروی هوایی سلطنتی کولبی گرینج (به انگلیسی: RAF Coleby Grange) (به زبان بومی: ) یک فرودگاه نظامی جنگی است که یک باند فرود چمن دارد و طول باند آن ۱۸۰۰ متر است. این فرودگاه در کشور انگلستان قرار دارد و در ارتفاع ۶۱ متری از سطح دریا واقع شده است.